# 페드라브랑카섬
페드라브랑카섬(포르투갈어: Pedra Branca, 말레이어: Batu Puteh, 중국어: 白礁)는 말레이 반도 남동부 남중국해의 싱가포르 해협 입구에 위치한 화강암으로 된 무인도이다. 페드라브랑카는 포르투갈어로 "하얀 바위"를 뜻하며, 구아노로 덮여 하얗게 보여서 이름이 붙었다. 면적은 8,560 m2로 제일 작지만 전략적 중요성으로 싱가포르와 말레이시아 사이에서 영토 분쟁의 대상이 되고 있다. 2008년 국제 사법 재판소에서 싱가포르의 영토로 결정되었다.

## 영유권 분쟁
섬 소유권의 역사를 보면 페드라브랑카 섬은 싱가포르 본토로부터 45km 떨어져 있으며, 섬을 관리하고 있는 관리자의 국적이 싱가포르로 넘어간 뒤 갈등이 격화되는 등 큰 문제를 안겨오게 되며, 2008년 당시 국제 사법 재판소의 판결이 내려질 당시 "페드라브랑카는 싱가포르의 영토이다."라고 주장한 적이 있다.

### 사진
위키미디어 공용에 페드라브랑카섬 관련 미디어 분류가 있습니다.
- Pedra Branca, Singapore – an aerial photograph from Flickr
- Satellite image of the island from Google Maps